# روبرت شو (سياسي)
روبرت شو هو محامي وسياسي كندي، ولد في 2 سبتمبر 1845، وتوفي في 22 مارس 1882.